# Монтазола
Монта́зола (итал. Montasola) — коммуна в Италии, располагается в регионе Лацио, в провинции Риети.
Население составляет 402 человека (2008 г.), плотность населения составляет 32 чел./км². Занимает площадь 13 км². Почтовый индекс — 2040. Телефонный код — 0746.
Покровителями города почитаются святые апостолы Пётр и Фома, празднование 29 июня.

## Демография
Динамика населения:

## Администрация коммуны
- Официальный сайт: https://web.archive.org/web/20070311012951/http://www.comunedimontasola.it/